# Phyllopodopsyllus carinatus
Phyllopodopsyllus carinatus is een eenoogkreeftjessoort uit de familie van de Tetragonicipitidae. De wetenschappelijke naam van de soort is voor het eerst geldig gepubliceerd in 1992 door Mielke.